# Alessandro Arbo
Alessandro Arbo (Gorizia, 1963) è un filosofo e musicologo italiano, professore ordinario presso l’Università di Strasburgo. È noto per i suoi studi di estetica musicale, in particolare sull’ontologia delle opere musicali, la filosofia dell’ascolto e il pensiero di Ludwig Wittgenstein.

## Biografia
Diplomatosi in pianoforte al Conservatorio “Giuseppe Tartini” di Trieste nel 1987, nello stesso anno ha conseguito la laurea in filosofia presso l’Università di Trieste con una tesi sul pensiero di Theodor W. Adorno sotto la guida di Maurizio Ferraris. Ha ottenuto in seguito un dottorato in Ermeneutica filosofica all’Università di Torino nel 1997 e successivamente un’Habilitation à diriger des recherches all’Université Paris 1 Panthéon-Sorbonne nel 2008.
Titolare della cattedra di filosofia, psicologia e scienze dell’educazione nelle scuole superiori dal 1991 al 2001, docente a contratto di storia della musica all’Università di Trieste nel 2001-2002, dal 2002 al 2016 è stato maître de conférences all’Université Marc Bloch di Strasburgo. Dal 2016, Alessandro Arbo è professore ordinario di estetica musicale all’Université de Strasbourg.
Dal 2016 al 2020 Arbo ha assunto la direzione del laboratorio di eccellenza  GREAM (“Groupe de recherches expérimentales sur l’acte musical”), centro di ricerca interdisciplinare dell’Université de Strasbourg sostenuto dal programma “Investissement d’avenir” del Ministero dell’insegnamento superiore in Francia e dedicato prevalentemente allo studio della teoria e della pratica della musica contemporanea. Dal 2020 dirige presso la stessa università il CREAA (« Centre de récherche et d’expérimentation sur l’acte artistique ») e coordina progetti di ricerca sull’intermedialità nei contesti digitali, concentrandosi sulle trasformazioni delle opere e delle performances musicali nello spazio cibernetico.

## Campi di ricerca
Studioso di estetica e filosofia della musica, Arbo ha ricostruito l’origine della nozione di espressione musicale nel pensiero illuminista, mettendo in evidenza il suo legame con problematiche riguardanti lo sviluppo della sensibilità e della memoria. In lavori più recenti ha contribuito al dibattito contemporaneo sull’ontologia musicale, esplorando le modalità di esistenza delle opere musicali, le funzioni della registrazione e le dinamiche dell’ascolto. Sostiene una teoria dell’opera musicale come “oggetto sociale”, specificando la sua identità attraverso tre principali modalità di trasmissione: oralità, notazione e fonografia.
Fra gli altri suoi campi d’interesse, la cultura mitteleuropea, con particolare riferimento all’opera di scrittori e musicisti del Friuli-Venezia Giulia, dal filosofo Carlo Michelstaedter(al quale ha dedicato una biografia che ha ottenuto, nel 1997, il premio selezione "Giovanni Comisso"), al poeta Biagio Marin, al compositore Augusto Cesare Seghizzi. Rientrano in quest'ambito anche gli studi d’impostazione storica e archivistica che Arbo ha condotto sulle attività musicali a Gorizia, con particolare attenzione per il diciottesimo, diciannovesimo e ventesimo secolo.
Ha dedicato inoltre studi alla musica contemporanea e diretto alcuni volumi sull’opera del compositore Fausto Romitelli.

## Opere principali
- Dialettica della musica. Saggio su Adorno, Milano, Guerini 1991.
- Augusto Cesare Seghizzi, Pordenone, Edizioni Studio Tesi, 1992.
- I fondi musicali dell’Archivio storico provinciale di Gorizia, Gorizia, La Provincia, 1994.
- Carlo Michelstaedter, Pordenone, Edizioni Studio Tesi, 1996 (premio selezione Comisso 1997; nuova edizione Gorizia, Leg, 2022).
- Musicisti di frontiera. Le attività musicali a Gorizia dal Medioevo al Novecento, Monfalcone, Edizioni della Laguna, 1998
- Il suono instabile. Saggi sulla filosofia della musica nel Novecento, Torino, Trauben 2000; nuova edizione Roma, Neoclassica, 2017.
- La traccia del suono. Espressione e intervallo nell’estetica illuminista, Napoli, La Città del Sole, 2001.
- Archéologie de l’écoute. Essais d’esthétique musicale, Paris, L'Harmattan, 2010.
- Entendre comme. Wittgenstein et l’esthétique musicale, Paris, Hermann, 2013.
- The Normativity of Musical Works: A Philosophical Inquiry, Leiden, Brill, 2021.

## Curatele
- Kadmos. Studi mitteleuropei, Gorizia, ICM, 2001.
- Il corpo elettrico. Viaggio nel suono di Fausto Romitelli, Monfalcone, Il Teatro, 2003.
- Le corps électrique : voyage dans le son de Fausto Romitelli, Paris, L'Harmattan, 2005 (« coup de cœur » dell'Académie Charles Cros 2005).
- Perspectives de l’esthétique musicale : entre théorie et histoire, Paris, L'Harmattan, 2007.
- Wittgenstein and Aesthetics: Perspectives and Debates (con M. Le Du et S. Plaud), Frankfurt am Main, Ontos Verlag, 2012.
- Oltre le periferie dell’impero. Omaggio a Fausto Romitelli, Turin, Trauben, 2014.
- Ontologie musicale : perspectives et débats (con M. Ruta), Paris, Hermann, 2014.
- Anamorphoses. Etudes sur l’œuvre de Fausto Romitelli, Paris, Hermann, 2015.
- Aesthetics of streaming (con F. Desideri), Aisthesis. Pratiche, Linguaggi e saperi dell’estetico, vol. 9 n. 1 (2016).
- Quand l’enregistrement change la musique (con P.-E. Lephay), Paris, Hermann, 2017.
- Penser la musique à l’ère du web 1 / Thinking Music in the Web Age 1 (con A. Bertinetto), De musica, 2020: XXIV (2).
- Penser la musique à l’ère du web 2 / Thinking Music in the Web Age 2 (con A. Bertinetto), De musica, 2021 : XXV (1).
- Musique et intermédialité dans le cyberespace. Popular music, live streaming, opéra (con N. Palazzetti), Revue musicale OICRM, vol. 11 Nº 2, 2024.